# Tom Jones (zanger)
Sir Thomas John Woodward OBE, beter bekend als Tom Jones (Pontypridd (Wales), 7 juni 1940) is een Britse popzanger, afkomstig uit Zuid-Wales. Hij scoorde vanaf 1965 verschillende hits, zoals It's Not Unusual, Delilah, Green, Green Grass of Home en She's a Lady.

## Biografie
Jones kwam ter wereld als zoon van een mijnwerker. Hij begon al op jonge leeftijd te zingen en in 1964 verwierf hij uiteindelijk een platencontract bij Decca Records. Zijn in dat jaar verschenen debuutsingle, Chills and fever, werd geen succes, maar met de opvolger It's not unusual scoorde hij in 1965 een internationale hit.
Vooral in de jaren zestig en zeventig was Tom Jones een wereldster en een sekssymbool. Hij scoorde wereldwijd vele hits. Vanaf 1970 was hij een graag geziene gast in Las Vegas. Daar trad hij op naast andere wereldvedetten als Elvis Presley (die tevens een goede vriend was van Jones) en Frank Sinatra. In 1979 maakte hij zijn filmdebuut in de televisiefilm Pleasure Cove.
Na de jaren zeventig nam Jones' populariteit af, maar in 1988 scoorde hij opnieuw een wereldhit met de single Kiss (gecoverd van Prince). Eind jaren 90 kende Jones opnieuw een groot succes met het duettenalbum Reload, waarvoor hij samenwerkte met uiteenlopende artiesten. Vooral de single Sex bomb, een samenwerking met Mousse T., werd een hit en zorgde ervoor dat ook jongere generaties kennismaakten met Jones.
Van maart 2012 tot 1 oktober 2015 is Tom Jones coach geweest bij The Voice UK op de zender BBC 1. Op 11 april 2016 overleed zijn echtgenote Melinda op 75-jarige leeftijd thuis in Los Angeles. Ze waren 59 jaar getrouwd. Begin 2017 werd hij opnieuw coach bij The Voice. In 2018 trad hij op 78-jarige leeftijd nog steeds op, maar moest vanwege gezondheidsproblemen diverse keren concerten annuleren.

## Discografie

### Albums
| Album met eventuele hitnotering(en) in de Nederlandse Album Top 100 | Datum van verschijnen | Datum van binnenkomst | Hoogste positie | Aantal weken | Opmerkingen                               |
| ------------------------------------------------------------------- | --------------------- | --------------------- | --------------- | ------------ | ----------------------------------------- |
| Zijn 20 grootste hits                                               | 1978                  | 11 november 1978      | 18              | 12           | Verzamelalbum                             |
| The best of Tom Jones                                               | 1987                  | 16 mei 1987           | 22              | 14           | Verzamelalbum                             |
| Golden hits of Engelbert Humperdinck & Tom Jones                    | 1993                  | 27 maart 1993         | 6               | 20           | met Engelbert Humperdinck / Verzamelalbum |
| Reload                                                              | 1999                  | 9 oktober 1999        | 10              | 67           |                                           |
| Greatest hits                                                       | 2003                  | 29 maart 2003         | 37              | 10           | Verzamelalbum                             |
| Tom Jones & Jools Holland                                           | 2004                  | 2 oktober 2004        | 100             | 1            | met Jools Holland                         |
| 24 hours                                                            | 2008                  | 29 november 2008      | 55              | 6            |                                           |
| Top 100                                                             | 2009                  | 23 mei 2009           | 87              | 2            | Verzamelalbum                             |
| Praise & blame                                                      | 26 juli 2010          | 31 juli 2010          | 16              | 11           |                                           |
| Spirit in the room                                                  | 18 mei 2012           | 26 mei 2012           | 74              | 1            |                                           |
| Long lost suitcase                                                  | 10 oktober 2015       | 17 oktober 2015       | 74              | 2            |                                           |

| Album met hitnotering(en) in de Vlaamse Ultratop 200 albums | Datum van verschijnen | Datum van binnenkomst | Hoogste positie | Aantal weken | Opmerkingen                                      |
| ----------------------------------------------------------- | --------------------- | --------------------- | --------------- | ------------ | ------------------------------------------------ |
| Reload                                                      | 1999                  | 16 oktober 1999       | 38              | 2            |                                                  |
| The ultimate hits collection                                | 2000                  | 20 mei 2000           | 12              | 7            | Verzamelalbum                                    |
| Tom Jones & Jools Holland                                   | 2004                  | 30 oktober 2004       | 70              | 2            | met Jools Holland                                |
| 24 hours                                                    | 2008                  | 6 december 2008       | 80              | 3            |                                                  |
| Back to back                                                | 28 augustus 2009      | 12 september 2009     | 4               | 34           | met Engelbert Humperdinck / Verzamelalbum / Goud |
| Praise & blame                                              | 2010                  | 7 augustus 2010       | 23              | 5            |                                                  |
| Spirit in the room                                          | 2012                  | 2 juni 2012           | 96              | 5            |                                                  |
| 100 hits                                                    | 1 juni 2012           | 9 juni 2012           | 7               | 17           | Verzamelalbum                                    |
| Long lost suitcase                                          | 10 oktober 2015       | 17 oktober 2015       | 75              | 7            |                                                  |

### Singles
| Single met eventuele hitnotering(en) in de Nederlandse Top 40 | Datum van verschijnen | Datum van binnenkomst | Hoogste positie | Aantal weken | Opmerkingen                                                                               |
| ------------------------------------------------------------- | --------------------- | --------------------- | --------------- | ------------ | ----------------------------------------------------------------------------------------- |
| Thunderball                                                   | 1965                  | -                     |                 |              | Titelsong Thunderball                                                                     |
| It's not unusual                                              | 1965                  | 17 april 1965         | 33              | 3            |                                                                                           |
| What's new pussycat?                                          | 1965                  | 21 augustus 1965      | 12              | 12           |                                                                                           |
| Green, Green Grass of Home                                    | 1966                  | 3 december 1966       | 1(2wk)          | 21           | cover van Jerry Lee Lewis                                                                 |
| Detroit city                                                  | 1967                  | 4 maart 1967          | 5               | 12           | cover van Jerry Lee Lewis                                                                 |
| Funny familiar forgotten feelings                             | 1967                  | 6 mei 1967            | 9               | 10           |                                                                                           |
| I'll never fall in love again                                 | 1967                  | 12 augustus 1967      | 7               | 13           |                                                                                           |
| I'm coming home                                               | 1967                  | 16 december 1967      | 11              | 11           |                                                                                           |
| Delilah                                                       | 1968                  | 9 maart 1968          | 2               | 24           |                                                                                           |
| Help yourself                                                 | 1968                  | 27 juli 1968          | 7               | 14           |                                                                                           |
| A minute of your time                                         | 1969                  | 11 januari 1969       | 32              | 3            |                                                                                           |
| Love me tonight                                               | 1969                  | 7 juni 1969           | 20              | 5            | Nr. 20 in de Hilversum 3 Top 30                                                           |
| Without love (There is nothing)                               | 1969                  | 27 december 1969      | 22              | 5            | Nr. 24 in de Hilversum 3 Top 30                                                           |
| Daughter of darkness                                          | 1970                  | 2 mei 1970            | 18              | 8            | Nr. 16 in de Hilversum 3 Top 30                                                           |
| I (Who have nothing)                                          | 1970                  | 29 augustus 1970      | tip3            | -            |                                                                                           |
| She's a lady                                                  | 1971                  | 30 januari 1971       | 13              | 6            | Nr. 8 in de Hilversum 3 Top 30 / Alarmschijf                                              |
| Resurrection shuffle                                          | 1971                  | 18 september 1971     | tip11           | -            |                                                                                           |
| A boy from nowhere                                            | 1987                  | -                     |                 |              | Nr. 79 in de Nationale Hitparade Top 100                                                  |
| Kiss                                                          | 1988                  | 5 november 1988       | 5               | 10           | met Art of Noise / Nr. 6 in de Nationale Hitparade Top 100 / Veronica Alarmschijf Radio 3 |
| If I only knew                                                | 1994                  | 12 november 1994      | 14              | 6            | Nr. 13 in de Mega Top 50 / Megahit                                                        |
| Burning Down the House                                        | 1999                  | 18 september 1999     | tip7            | -            | met The Cardigans / Nr. 58 in de Mega Top 100                                             |
| Sex Bomb                                                      | 1999                  | 11 maart 2000         | 10              | 13           | met Mousse T. / Nr. 11 in de Mega Top 100                                                 |
| Mama told me not to come                                      | 2000                  | 20 mei 2000           | tip17           | -            | met Stereophonics / Nr. 77 in de Mega Top 100                                             |
| Black Betty                                                   | 2003                  | 31 mei 2003           | tip15           | -            |                                                                                           |
| Stoned in love                                                | 2006                  | -                     |                 |              | met Chicane / Nr. 66 in de Single Top 100                                                 |
| If he should ever leave you                                   | 2008                  | -                     |                 |              |                                                                                           |
| Take me back to the party                                     | 2009                  | -                     |                 |              |                                                                                           |

| Single met hitnotering(en) in de Vlaamse Ultratop 50 | Datum van verschijnen | Datum van binnenkomst | Hoogste positie | Aantal weken | Opmerkingen                                   |
| ---------------------------------------------------- | --------------------- | --------------------- | --------------- | ------------ | --------------------------------------------- |
| Thunderball                                          | 1966                  | 5 februari 1966       | 6               | 8            | Titelsong Thunderball                         |
| Not responsible                                      | 1966                  | 6 augustus 1966       | 20              | 1            |                                               |
| Green, green grass of home                           | 1966                  | 31 december 1966      | 1(8wk)          | 17           |                                               |
| Detroit city                                         | 1967                  | 18 maart 1967         | 3               | 13           |                                               |
| Funny familair forgotten feelings                    | 1967                  | 20 mei 1967           | 3               | 13           |                                               |
| I'll never fall in love again                        | 1967                  | 26 augustus 1967      | 2               | 13           |                                               |
| I'm coming home                                      | 1967                  | 9 december 1967       | 1(6wk)          | 16           |                                               |
| Delilah                                              | 1968                  | 16 maart 1968         | 1(4wk)          | 16           |                                               |
| Help yourself                                        | 1968                  | 10 augustus 1968      | 1(5wk)          | 17           |                                               |
| A minute of your time                                | 1968                  | 14 december 1968      | 2               | 10           |                                               |
| Love me tonight                                      | 1969                  | 31 mei 1969           | 2               | 10           |                                               |
| Without love                                         | 1970                  | 10 januari 1970       | 3               | 7            |                                               |
| Daughter of darkness                                 | 1970                  | 2 mei 1970            | 3               | 11           | Nr. 2 in de Radio 2 Top 30                    |
| I (Who have nothing)                                 | 1970                  | 22 augustus 1970      | 6               | 10           | Nr. 4 in de Radio 2 Top 30                    |
| She's a lady                                         | 1971                  | 6 februari 1971       | 3               | 10           | Nr. 1 in de Radio 2 Top 30                    |
| Puppet man                                           | 1971                  | 3 juli 1971           | 22              | 6            | Nr. 26 in de Radio 2 Top 30                   |
| Till                                                 | 1971                  | 27 november 1971      | 7               | 12           | Nr. 7 in de Radio 2 Top 30                    |
| Letter to Lucile                                     | 1973                  | 26 mei 1973           | 18              | 3            | Nr. 13 in de Radio 2 Top 30                   |
| A boy from nowhere                                   | 1987                  | 6 juni 1987           | 11              | 10           | Nr. 12 in de Radio 2 Top 30                   |
| Kiss                                                 | 1988                  | 12 november 1988      | 5               | 11           | met Art of Noise / Nr. 5 in de Radio 2 Top 30 |
| Burning down the house                               | 1999                  | 11 september 1999     | tip2            | -            | met The Cardigans                             |
| Sex bomb                                             | 1999                  | 18 december 1999      | 11              | 18           | met Mousse T. / Nr. 11 in de Radio 2 Top 30   |
| Honey, honey                                         | 2015                  | 21 november 2015      | tip83           | -            | met Imelda May                                |

### NPO Radio 2 Top 2000
| Nummers met noteringen in de NPO Radio 2 Top 2000 | '99  | '00  | '01  | '02  | '03  | '04  | '05  | '06  | '07  | '08  | '09  | '10  | '11  | '12  | '13  | '14  | '15  | '16  | '17  | '18  | '19  | '20  | '21  | '22  | '23  | '24  |
| ------------------------------------------------- | ---- | ---- | ---- | ---- | ---- | ---- | ---- | ---- | ---- | ---- | ---- | ---- | ---- | ---- | ---- | ---- | ---- | ---- | ---- | ---- | ---- | ---- | ---- | ---- | ---- | ---- |
| Delilah                                           | 1434 | 1372 | -    | 1999 | 1857 | 1772 | 1844 | 1868 | -    | 1961 | -    | -    | -    | -    | -    | -    | -    | -    | -    | -    | -    | -    | -    | -    | -    | -    |
| Green, Green Grass of Home                        | 694  | -    | 780  | 895  | 956  | 809  | 794  | 659  | 781  | 749  | 1094 | 958  | 1159 | 1643 | 1331 | 1265 | 1358 | 1649 | 1816 | 1733 | 1703 | 1640 | 1646 | 1862 | 1487 | 1733 |
| It's Not Unusual                                  | 1486 | 1109 | 1446 | 1453 | 1679 | 1771 | -    | -    | -    | -    | -    | -    | -    | -    | -    | -    | -    | -    | -    | -    | -    | -    | 1976 | -    | -    | -    |
| Kiss (met The Art of Noise)                       | 1558 | -    | -    | -    | -    | -    | -    | -    | -    | -    | -    | -    | -    | -    | -    | -    | -    | -    | -    | -    | -    | -    | -    | -    | -    | -    |
| Sex Bomb (met Mousse T.)                          | -    | -    | -    | -    | -    | -    | -    | 1438 | 1651 | 1974 | 1676 | 1542 | 1856 | 1768 | 1928 | -    | -    | -    | -    | -    | -    | -    | -    | -    | -    | -    |

1. ↑  Een '-' betekent dat het nummer niet was genoteerd en een vetgedrukt getal geeft de hoogste notering van een nummer aan.

## Onderscheiding
Op 29 maart 2006 werd Jones geridderd door de Britse koningin Elizabeth II.